# اپیکا (آلبوم)
اپیکا (به انگلیسی: Epica) ششمین آلبوم استودیویی گروه متال آمریکایی کملوت است که در ۱۳ ژانویهٔ ۲۰۰۳ توسط نویز رکوردز منتشر شد. این آلبوم که نخستین آلبوم مفهومی گروه کملوت است همراه با ادامهٔ آن به نام هاله سیاه برداشتی آزاد از فاوست گوته هستند. این آلبوم همچنین الهام‌بخش گروه اپیکا برای انتخاب نام گروهشان بود.

## شخصیت‌ها
- آریل (روی خان)
- هلنا (ماری یانگ‌بلاد)
- مِفیستو (روی خان)

## داستان
آریل انسان محبوب خداوند است. او ذهنی همواره جستجوگر دارد و در جستجوی حقیقتی است که نتوانسته آن را در خانهٔ خود در «مرکز جهان» به دست آورد. او که به خاطر این موضوع احساس تنهایی می‌کند به این نتیجه می‌رسد که پاسخ باید جایی خارج از آن جهان باشد. پس با زندگی گذشتهٔ خود خداحافظی کرده و با تمام کسانی که می‌شناخته – ازجمله هلنا - قطع رابطه می‌کند و در نهایت خدا را نیز که در ظاهر ناتوان از پاسخ به پرسش‌های اوست ترک می‌گوید.
اما خداوند با مفیستو که به دلیل تعظیم نکردن به انسان از بهشت اخراج شده شرطی می‌بندد به این مضمون که اگر او موفق شود روح آریل را تسخیر کند بار دیگر اجازهٔ بازگشت به بهشت را خواهد یافت. اما اگر شکست بخورد باید برای همیشه در جهنم بماند.
آریل سال‌های متمادی سفر می‌کند بدون آنکه به نتیجه‌ای برسد و به مواد مخدر و توهم‌زا روی می‌آورد. تحت تأثیر این مواد او برای لحظه‌ای مفیستو را می‌بیند. آریل درمی‌یابد که با این شیوهٔ زندگی به پاسخ بزرگی که به دنبالش است نخواهد رسید پس ناامیدانه دست از گشتن و جستجو برمی‌دارد. زمستان است و آریل هلنا را به‌یاد می‌آورد و آرزو می‌کند که می‌توانست بار دیگر به دوران جوانی که آن دو بایکدیگر گذراندند بازگردد.
آریل ساعات سختی را می‌گذراند و حتی به فکر کشتن خویش می‌افتد اما ناگهان مفیستو در هاله‌ای از نور مهتاب و با شکوه یک فرشته بر او ظاهر می‌شود. مفیستو خود را به آریل معرفی می‌کند و پیشنهاد معامله‌ای را به او می‌دهد. او به آریل پیشنهاد می‌دهد که به او خدمت کرده، تمام آرزوهایش را برآورده ساخته و تمام قدرت‌های این جهانی را به او عرضه دارد و در عوض هنگامی که آریل مرد، روحش در اختیار مفیستو قرار گیرد. این پیشنهادی وسوسه‌کننده است اما با وجود این آریل جانب احتیاط را از دست نمی‌دهد. او ناگهان خود را در قلعهٔ باشکوه مفیستو می‌یابد و می‌بیند که جشنی به افتخارش ترتیب داده شده است. مفیستو وارد می‌شود.
آریل که شب خوشی را گذرانده و تحت تأثیر شکوه و جلال آن قرار گرفته است دوستی و معامله با مفیستو را می‌پذیزد اما با این شرط که تنها زمانی مفیستو می‌تواند روح او را در اختیار بگیرد که آریل از لحظه‌ای به شدت لذت برده و بخواهد برای همیشه در آن حالت باقی بماند. مفیستو این شرط را با اکراه می‌پذیرد.
آریل پس از خروج از قلعهٔ مفیستو ناگهان با هلنا روبه‌رو می‌شود که تمام سالیان گذشته را در جستجوی او سپری کرده است. آندو یکدیگر را در آغوش می‌گیرند و «شب زمستانی» را در کنار یکدیگر و در شهرک مجاور می‌گذرانند. اما این لذت‌بخشترین لحظهٔ آریل نیست چون تنها حقیقت است که می‌تواند به او لذتی بی‌اندازه بخشد. در آن شب هلنا از آریل باردار می‌شود بدون آنکه هیچکدامشان متوجه شوند.
پس از مدتی ماندن در آن شهرک، آریل تصمیم می‌گیرد تا با قدرتی که مفیستو به او داده بار دیگر در جستجوی حقیقت برآید. اما او که نمی‌خواهد هلنای پاک و معصوم در معرض سختی‌های این جستجو و اغواگری‌های مفیستو قرار گیرد و از طرفی دستیابی به حقیقت برایش از عشق هلنا نیز مهمتر است به هلنا می‌گوید که عشق برای من بی‌معنا است اگر جایگاه والاتری وجود داشته باشد. پس آریل علی‌رغم عشقی که به هلنا دارد او را ترک می‌کند. هلنا که شوریده‌احوال شده است سوگند می‌خورد که او آریل را حتی پس از مرگ نیز دوست خواهد داشت و خود را در رودخانه‌ای غرق می‌کند. با غرق او فرزندی که در شکم دارد نیز از بین می‌رود. اما روح رودخانه برای آن دو دست به دعا بر می‌دارد و هلنا و فرزند به‌دنیا نیامدهٔ او و آریل هر دو به بهشت می‌روند.
با طلوع خورشید جارچی شهر مرگ هلنا را خبر می‌دهد و اینکه جسد او را در رودخانه یافتند و متوجه شده‌اند که حامله بوده است. آریل که در کابوسی شاهد مرگی دوگانه بوده می‌بیند که کابوسش به واقعیت پیوسته است. مرگ هلنا و بچه‌ای که آریل هیچ اطلاعی از وجودش نداشته باعث شوکه‌شدن و پریشان حالی آریل می‌شود و او را به این فکر می‌اندازد که دست از جستجویش بکشد. اما مفیستو آریل را با این سخن که مرگ هلنا بهای بازی با آتش بود او را به ادامهٔ جستجویش تشویق می‌کند. او از آریل می‌خواهد تا به او اعتماد کند و او را برای اندوهش مورد سرزنش قرار می‌دهد. هلنا که اینک در بهشت است اعلام می‌کند که عشق تنها چیزی است که بشر می‌تواند واقعاً درک کند و نیروهای تاریکی هرگز نمی‌توانند بر آن پیروز شوند. آریل که ناامید و درمانده شده خدا را به خاطر این موضوع مقصر می‌داند. در نهایت احساس گناهی که او از نقش داشتن در مرگ هلنا داشته بر او چیره می‌شود و او را به این نتیجه می‌رساند که دیگر هرگز به رستگاری نخواهد رسید.
داستان آریل در آلبوم هالهٔ سیاه ادامه خواهد یافت.

## فهرست آهنگ‌ها
آلبوم اپیکا شامل ۱۶ قطعه به شرح زیر است:
| شماره | نام                              | مدت   |
| ----- | -------------------------------- | ----- |
| ۱.    | «Prologue»                       | ۰۱:۰۷ |
| ۲.    | «Center of the Universe»         | ۰۵:۲۷ |
| ۳.    | «Farewell»                       | ۰۳:۴۱ |
| ۴.    | «Interlude I (Opiate Soul)»      | ۰۱:۱۰ |
| ۵.    | «The Edge of Paradise»           | ۰۴:۰۹ |
| ۶.    | «Wander»                         | ۰۴:۲۴ |
| ۷.    | «Interlude II (Omen)» (بی‌کلام)   | ۰۰:۴۰ |
| ۸.    | «Descent of the Archangel»       | ۰۴:۳۵ |
| ۹.    | «Interlude III (At the Banquet)» | ۰۰:۳۰ |
| ۱۰.   | «A Feast for the Vain»           | ۰۳:۵۷ |
| ۱۱.   | «On the Coldest Winter Night»    | ۰۴:۰۳ |
| ۱۲.   | «Lost & Damned»                  | ۰۴:۵۵ |
| ۱۳.   | «Helena's Theme»                 | ۰۱:۵۱ |
| ۱۴.   | «Interlude IV (Dawn)»            | ۰۰:۲۷ |
| ۱۵.   | «The Mourning After (Carry On)»  | ۰۴:۵۹ |
| ۱۶.   | «III Ways to Epica»              | ۰۶:۱۴ |

در نسخه‌های با تیراژ محدود این آلبوم علاوه بر ۱۶ قطعهٔ اصلی، قطعهٔ هفدهمی نیز با عنوان Snow به عنوان ترک هدیه گنجانده شده بود. در نسخهٔ مخصوص ژاپن نیز علاوه بر ۱۶ ترک اصلی آلبوم، ترک هفدهمی با عنوان Like The Shadows وجود داشت.

## اعضا
در ضبط آلبوم اپیکا افراد زیر شرکت داشتند:

### اصلی
- روی خان - خواننده
- تامس یانگ‌بلاد – گیتار
- گلن بری – گیتار بیس
- کیسی گریلو – درام

### مهمان
- میرو – کیبورد و تنظیم ارکستر
- گونتر ورنو - کیبرد
- یان پ. رینگولد - کیبرد
- مری یانگ‌بلاد – خوانندهٔ زن
- ساشا پیت – قطعات اضافهٔ گیتار
- لوکا توریلی – سولوی گیتار در قطعهٔ Descent of the Archangel
- فابریسیو الخاندرو – آکاردئون در قطعهٔ Lost & Damned
- اولاف ریتمایر – بیس آکوستیک در قطعهٔ On the Coldest Winter Night
- رابرت هونکه-ریتزو – جمبه در قطعهٔ On the Coldest Winter Night
- ارکستر سمفونی رودنبرگ